# Ортуери
Ортуери (итал. Ortueri) је насеље у Италији у округу Нуоро, региону Сардинија.
Према процени из 2011. у насељу је живело 1255 становника. Насеље се налази на надморској висини од 593 м.

## Становништво
Према резултатима пописа становништва 2011. у општини је живело 1.262 становника.
| 1931. | 1936. | 1951. | 1961. | 1971. | 1981. | 1991. | 2001. | 2011. |
| ----- | ----- | ----- | ----- | ----- | ----- | ----- | ----- | ----- |
| 2.015 | 2.040 | 2.236 | 2.312 | 1.906 | 1.794 | 1.597 | 1.435 | 1.262 |